# Walter Jakobsson
Walter Andreas Jakobsson (Helsinki, 6 febbraio 1882 – 10 luglio 1957) è stato un pattinatore artistico su ghiaccio finlandese.
Ha vinto due medaglie olimpiche nel pattinaggio artistico su ghiaccio a coppie. In particolare ha conquistato una medaglia d'oro alle Olimpiadi 1920 svoltesi ad Anversa e una medaglia d'argento alle Olimpiadi invernali 1924 di Chamonix, in entrambi i casi nella disciplina a coppie con la moglie Ludowika Jakobsson.
Ha partecipato anche alle Olimpiadi invernali 1928.
Nelle sue partecipazioni ai campionati mondiali di pattinaggio di figura ha conquistato tre medaglie d'oro (1911, 1914 e 1923) e quattro medaglie d'argento (1910, 1912, 1913 e 1922).

## Palmarès

### Coppie
| Evento                    | 1910 | 1911 | 1912 | 1913 | 1914 | 1919 | 1920 | 1921 | 1922 | 1923 | 1924 | 1928 |
| ------------------------- | ---- | ---- | ---- | ---- | ---- | ---- | ---- | ---- | ---- | ---- | ---- | ---- |
| Giochi olimpici           |      |      |      |      |      |      | 1°   |      |      |      |      |      |
| Giochi olimpici invernali |      |      |      |      |      |      |      |      |      |      | 2°   | 5°   |
| Campionati mondiali       | 2°   | 1°   | 2°   | 2°   | 1°   |      |      |      | 2°   | 1°   |      |      |
| Giochi nordici            |      |      |      |      |      | 1°   |      | 1°   |      |      |      |      |
| Campionati finlandesi     |      | 1°   |      |      |      |      |      | 1°   |      |      |      |      |

### Individuale
| Evento                | 1910 | 1911 |
| --------------------- | ---- | ---- |
| Campionati finlandesi | 1°   | 1°   |